# Julien Bogousslavsky
Pour les articles homonymes, voir Bogousslavsky.
Julien Bogousslavsky, né le 1er mai 1955 à Paris, est un neurologue suisse, ayant acquis une réputation internationale dans le domaine des affections cérébro-vasculaires.

## Biographie
Il est le fils de Serge Bogousslavskysculpteur et faux-monnayeur qui s'illustra à Paris où en août 1939 il vola au musée du Louvre le tableau d'Antoine Watteau L'indifférent. En 1958, Serge Bogousslavsky s’installe avec son fils Julien  à Nyon. Julien, naturalisé suisse, suit des études de médecine à l'Université de Genève et devient lieutenant-colonel dans l'armée suisse. Neurologue reconnu et chef du service de neurologie du Centre hospitalier universitaire vaudois (CHUV), il publie jusqu'en 2005 25 ouvrages et plus de 500 articles scientifiques tout en donnant de nombreuses conférences. Il est également actif au sein de la Fédération mondiale de neurologie dont il est le représentant auprès de l'organisation mondiale de la santé.

## L'affaire Bogousslavsky
Le 28 novembre 2005, un contrôle du service de la comptabilité du CHUV met en avant une facture de 130 000 francs transmise par Julien Bogousslavsky et devant être payée à une entreprise parisienne inexistante la société Lortic ; le contrôle administratif qui suit cette découverte permet de mettre au jour une trentaine de cas d'abus présumés portant sur environ 5,3 millions de francs suisses détournés, principalement pour financer sa passion pour les livres rares. Le neurologue est alors licencié avec effet immédiat et passe quelques semaines en prison avant d'être libéré sous caution. Son procès a débuté le 25 janvier 2010 devant le Tribunal correctionnel de Lausanne.
En 2006, le journal l'Hebdo a révélé l'existence d'un catalogue, dressé par Julien Bogousslavsky, listant l'ensemble de ses ouvrages rares. Sur 153 pages, publiées sous le nom de « Lukas Jesus von Boilgy » (anagramme de son nom), il décrit et illustre 80 de ses plus précieux ouvrages, parmi lesquels un exemplaire numéroté de La prose du Transsibérien de Blaise Cendrars illustré par Sonia Delaunay ainsi que les Poésies de Stéphane Mallarmé illustrées par Henri Matisse. Un exemplaire de ce catalogue est conservé à la Bibliothèque cantonale et universitaire à Dorigny sous la cote UPB 2895.

## Sélection de publications
- Stroke Syndromes, Cambridge University Press, 1995, 747 p. (ISBN 978-0-521-77142-9, lire en ligne)
- Uncommon Causes of Stroke, Cambridge University Press, 1995, 391 p. (ISBN 978-0-521-77145-0, lire en ligne)
- Julien Bogousslavsky, Marie-Germaine Bousser, Jean-Louis Mas, Accidents vasculaires cérébraux, Doin Editions, 1998 (ISBN 978-2-7040-0704-2)
- Behaviour and mood disorders in focal brain lesions, Cambridge University Press, 2000, 554 p. (ISBN 978-0-521-77482-6, lire en ligne)
- Julien Bogousslavsky, Jean-Louis Mas, Jean-Marc Léger, Interprétation des troubles neurologiques, Doin Editions, 2000, 358 p. (ISBN 978-2-7040-0926-8)
- John Bamford, Bo Norrving, Geoffrey Donnan et Julien Bogousslavsky, Subcortical Stroke, Oxford University Press, 2002, 456 p. (ISBN 978-0-19-263157-2, lire en ligne)
- Julien Bogousslavsky, Jean-Marc Léger, Jean-Louis Mas, Neuropathies périphériques, Doin Editions, 2004 (ISBN 978-2-7040-1179-7)
- Julien Bogousslavsky et Michael G. Hennerici, Neurological Disorders in Famous Artists, KargerDeux volumes, parus en 2005 et 2007